# Eliza Farnham
Pour les articles homonymes, voir Farnham.
Eliza Farnham, née le 17 novembre 1815 à Rensselaerville et morte le 15 décembre 1864 à New York, est une romancière, féministe, abolitionniste et militante américaine du XIXe siècle pour la réforme des prisons.

## Biographie
Elle naît à Rensselaerville, New York. Elle s'installe dans l'Illinois en 1835 et épouse Thomas J. Farnham en 1836 mais retourne à New York en 1841. En 1844, sous l'influence d'Horace Greeley et d'autres réformateurs, elle est nommée directrice du quartier des femmes de la prison de Sing Sing. Elle croit fermement à l'utilisation de la phrénologie pour traiter les prisonniers. Farnham joue un rôle déterminant dans la modification des types de matériel de lecture disponibles pour les femmes détenues. Le but de ses choix n'est pas le divertissement mais l'amélioration du comportement. Au milieu d'une controverse sur ses choix et ses croyances, Farnham démissionne en 1848. Elle préconise également l'utilisation de la musique et de la gentillesse dans la réinsertion des femmes détenues. Elle occupe le poste de directrice jusqu'en 1848, date à laquelle elle s'installe à Boston, et reste plusieurs mois en contact avec la direction de l'Institution for the Blind.
En 1849, elle visite la Californie et y reste jusqu'en 1856, date à laquelle elle retourne à New York. Pendant les deux années suivantes, elle se consacre à l'étude de la médecine et, en 1859, organise une société pour aider les femmes démunies à trouver un foyer dans l'Ouest, prenant en charge en personne plusieurs entreprises de cette classe d'émigrants. Elle est retourne ensuite en Californie.
Elle meurt de la tuberculose à New York à l'âge de 49 ans. Elle est athée.

## Œuvres
- Life in the Prairie Land , 1846
- California, In-doors and Out , 1856
- My Early Days , 1859
- Woman and Her Era , 1864
- The Ideal Attained , 1865